# Rancho Nuevo, Villa García
Rancho Nuevo är en ort i Mexiko.   Den ligger i kommunen Villa García och delstaten Zacatecas, i den centrala delen av landet, 400 km nordväst om huvudstaden Mexico City. Rancho Nuevo ligger 2 291 meter över havet och antalet invånare är 380.
Terrängen runt Rancho Nuevo är kuperad åt sydväst, men åt nordost är den platt. Runt Rancho Nuevo är det ganska glesbefolkat, med 21 invånare per kvadratkilometer. Närmaste större samhälle är El Nigromante, 11,7 km öster om Rancho Nuevo. Omgivningarna runt Rancho Nuevo är i huvudsak ett öppet busklandskap.